# Eophileurus gracilis
Eophileurus gracilis es una especie de escarabajo de la familia Dynastinae. Fue descrito por primera vez por Heinrich Bernward Prell en el año 1913. Se descubrió y está distribuido principalmente en India y en sus islas Andamán y Nicobar.